# Live at Rock City
Albums de Enter Shikari
Tribalism
(2010) Live from Planet Earth
(2011)
Live at Rock City ou Live at Rock City, Bootleg Series - Vol. 2 est le deuxième album live du groupe anglais de post-hardcore Enter Shikari, publié le 1er mars 2010.

## Liste des chansons
| No  | Titre                         | Durée |
| --- | ----------------------------- | ----- |
| 1.  | Common Dreads/Solidarity      | 6:05  |
| 2.  | Step Up                       | 5:47  |
| 3.  | The Feast                     | 3:31  |
| 4.  | Mothership                    | 5:59  |
| 5.  | Zzzonked                      | 3:22  |
| 6.  | Havoc A                       | 1:45  |
| 7.  | No Sleep Tonight              | 5:02  |
| 8.  | Gap In The Fence              | 4:34  |
| 9.  | Havoc B                       | 3:10  |
| 10. | Labyrinth                     | 3:43  |
| 11. | No Ssweat                     | 3:49  |
| 12. | Hectic                        | 3:57  |
| 13. | Enter Shikari                 | 3:43  |
| 14. | Fanfare For The Conscious Man | 5:39  |
| 15. | Juggernauts                   | 5:07  |